# Phan Đình Trạc
Phan Đình Trạc (sinh năm 1958) là một chính trị gia người Việt Nam. Ông hiện là Ủy viên Bộ Chính trị khóa XIII, Bí thư Trung ương Đảng, Trưởng ban Nội chính Trung ương, Phó Trưởng ban Thường trực Ban Chỉ đạo Trung ương về phòng, chống tham nhũng, tiêu cực, Phó Trưởng ban Thường trực Ban Chỉ đạo Cải cách Tư pháp Trung ương và là Đại biểu Quốc hội Việt Nam khóa XV thuộc Đoàn Đại biểu Quốc hội tỉnh Lâm Đồng.
Ông nguyên là Ủy viên Ban Chấp hành Trung ương Đảng Cộng sản Việt Nam khóa XI, XII, Phó Trưởng ban Thường trực Ban Nội chính Trung ương; Bí thư Tỉnh ủy Nghệ An.

## Xuất thân
Phan Đình Trạc sinh ngày 25 tháng 8 năm 1958 tại xã Diễn Lộc, huyện Diễn Châu, tỉnh Nghệ An.

## Giáo dục
- Tốt nghiệp Đại học An ninh nhân dân, ngành điều tra tội phạm[5]
- Cử nhân Luật[3]
- Lý luận chính trị: Cử nhân[6]

## Sự nghiệp
Ông cũng là đại biểu Hội đồng nhân dân tỉnh Nghệ An khóa 13, 14, 15, 16 (nhiệm kỳ 2011-2016).
Từ tháng 10/1975 - 8/1980: Học viên, Tiểu đội phó, Trường Đại học An ninh nhân dân
Từ tháng 9/1980 - 10/1981: Cán bộ Bộ Nội vụ (Bộ Công an), công tác tại Thành phố Hồ Chí Minh
Từ tháng 11/1981 - 4/1988: Cán bộ Đội bảo vệ kinh tế; Đội phó (1983) rồi Bí thư Chi bộ và Đội trưởng Đội An ninh (1984); Ủy viên Ban Chấp hành Đảng bộ Công an thành phố Vinh, tỉnh Nghệ An (1985)
Từ tháng 5/1988 - 10/1997: Bí thư Đảng ủy (8/1989), Phó Trưởng Công an thành phố Vinh, tỉnh Nghệ An
Từ tháng 11/1997 - 1/2001: Ủy viên Ban Thường vụ (8/1998) rồi Bí thư Đảng ủy (12/2000), Phó Giám đốc Công an tỉnh Nghệ An, đại biểu HĐND tỉnh (11/1999), Ủy viên Ban Thường vụ Tỉnh ủy Nghệ An (1/2001)
Từ tháng 2/2001 - 9/2005: Ủy viên Ban Thường vụ Tỉnh ủy, Ủy viên UBND tỉnh, Bí thư Đảng ủy, Giám đốc Công an tỉnh Nghệ An, Đại biểu Quốc hội Việt Nam khóa XI
Từ tháng 10/2005, ông giữ chức Phó Bí thư Tỉnh ủy, Chủ tịch Ủy ban nhân dân tỉnh Nghệ An, Trưởng Đoàn Đại biểu Quốc hội Việt Nam tỉnh Nghệ An khóa XII.
Ngày 17/10/2010, ông được bầu làm Bí thư Tỉnh ủy Nghệ An khóa XVII nhiệm kì 2010-2015.
Từ tháng 12/2010 - 1/2013: Bí thư Tỉnh ủy Nghệ An khóa XVII, Trưởng Đoàn Đại biểu Quốc hội Việt Nam tỉnh Nghệ An khóa XIII.
Tại Đại hội Đại biểu toàn quốc lần thứ XI của Đảng diễn ra vào ngày 19 tháng 1 năm 2011, ông trúng cử Ủy viên Ban Chấp hành Trung ương Đảng Cộng sản Việt Nam khoá XI.
Ngày 20/2/2013, ông thôi giữ chức Bí thư Tỉnh ủy Nghệ An và được Bộ Chính trị điều động làm Phó Trưởng ban Nội chính Trung ương.
Ngày 21/1/2015, ông nhận nhiệm vụ là Phó Trưởng ban Thường trực Ban Nội chính Trung ương giúp điều hành khi ông Nguyễn Bá Thanh nghỉ chữa bệnh.
Ngày 8/9/2015, ông được Bộ Chính trị phân công làm Ủy viên Thường trực Ban Chỉ đạo Trung ương về phòng, chống tham nhũng.
Tại Đại hội Đại biểu toàn quốc lần thứ XII của Đảng diễn ra vào ngày 26 tháng 1 năm 2016, ông tái đắc cử Ủy viên Ban Chấp hành Trung ương Đảng Cộng sản Việt Nam khóa XII.
Ngày 28 tháng 2 năm 2016, Phan Đình Trạc được Bộ Chính trị Đảng Cộng sản Việt Nam phân công làm Trưởng ban Ban Nội chính Trung ương.
Ngày 6 tháng 10 năm 2017, tại Hội nghị Trung ương 6, Ban Chấp hành Trung ương Đảng Cộng sản Việt Nam khóa XII đã bầu bổ sung Phan Đình Trạc làm Ủy viên Ban Bí thư.
Ngày 30 tháng 1 năm 2021, tại phiên bầu cử Đại hội Đảng toàn quốc lần thứ XIII, ông được bầu làm Ủy viên chính thức Ban Chấp hành Trung ương Đảng Cộng sản Việt Nam khoá XIII.
Ngày 31 tháng 1 năm 2021, tại phiên họp đầu tiên của Trung ương Đảng khóa XIII, ông được bầu làm Ủy viên Bộ Chính trị Ban Chấp hành Trung ương Đảng Cộng sản Việt Nam khóa XIII.